# Mes Rafsanjan FC
El Mes Rafsanjan Football Club (en persa ماه رفسنجان اف سی) es un club de fútbol iraní que juega desde 2020 la Iran Pro League, la liga más importante del país.

## Historia
Fue fundado en el año 1997 la National Mes Company decidió formar un club de fútbol en una de sus ciudades principales, Rafsanjan.
Mes Rafsanjan eliminó a varios clubes de la Iran Pro League en la Copa Hazfi de 2008-09, incluidos Foolad y Esteghlal Tehran. Posteriormente, el club fue derrotado por los eventuales campeones Zob Ahan en las semifinales.
En la temporada 2019-20 se coronó campeón de la Liga Azadegan por primera vez en su historia, con este resultado logra el ascenso a la Iran Pro League.
En la temporada 2020-21 el club terminó en la 8.ª posición de la Iran Pro League logrando su mejor posición como debutantes.

## Palmarés
- Liga Azadegan: 1

2019-20